# Bernard Foley
Bernard Foley (Sídney, 8 de septiembre de 1989) es un jugador australiano de rugby que se desempeña como apertura o fullback. Normalmente es un jugador titular de los Wallabies.

## Carrera
Foley debutó para los Waratahs en 2011, convirtiéndose en un jugador titular en 2012. También jugó para la Universidad de Sídney en Shute Shield. Comenzó su carrera en rugby 7 en 2009, y consiguió la medalla de plata con el equipo de Australia seven en los Juegos de la Mancomunidad de 2010 y llegó a capitán del equipo en el Circuito Mundial de Rugby 7 2010/11; fue nombrado mejor jugador de Australia Seven ese año.
En la final del Super Rugby 2014 pateó todas las conversiones y los penales de los Waratahs para la victoria 33-32 ante los Crusaders.
Su apodo es "The Iceman", debido a la frialdad con la que puede patear penales en los partidos importantes.
En 2015 Foley y los wallabies se proclaman campeones de Rugby Championship 2015 al derrotar a los All Blacks por 27-19 en el Estadio ANZ de Sídney
Es seleccionado para formar parte de la selección australiana que participa en la Copa Mundial de Rugby de 2015. En su primer partido en la fase de grupos, pasando dos conversiones y tres golpes de castigo, con lo que contribuyó a la victoria de su equipo 28-13 sobre Fiyi.
El apertura australiano fue decisivo en la victoria 33-13 sobre Inglaterra, que eliminó a los anfitriones de la Copa Mundial, consiguiendo 28 de los 33 puntos de su equipo, con dos ensayos, tres transformaciones y cuatro golpes de castigo, no fallando ninguno de sus siete lanzamientos a palos. Finalmente, Foley anotó los únicos puntos de su equipo gracias a cinco golpes de castigo, en la victoria 15-6 sobre Gales. Ya en cuartos de final, Australia derrotó a Escocia 35-34 en el estadio de Twickenham, gracias también a los puntos de Foley con dos conversions y dos golpes de castigo, entre ellos el decisivo golpe que decidió el partido en el último minuto, polémico pues hubo un previo placaje retardado de Drew Mitchell sobre Stuart Hogg que el árbitro no sancionó. En la semifinal en que Australia derrotó a Argentina 15-29, Bernard Foley consiguió puntos para su equipo gracias a sus tres conversiones y un golpe de castigo. En la final de la Copa Mundial, perdida por Australia 17-34 frente a Nueva Zelanda, Bernard Foley contribuyó a los puntos de su equipo con la conversión de los dos ensayos y un golpe de castigo.
Foley s acabó tercero en la lista de anotadores del torneo, con 82 puntos, por detrás de Nicolás Sánchez y Handré Pollard.

## Palmarés
- Campeón del Super Rugby 2014.
- Campeón del Rugby Championship 2015